# 米拉日
米拉日（藏語：མི་ལ་རི།，罗马字母拼写：Mila Ri）也称米里山，位于中华人民共和国西藏自治区山南市错那县境内，是中华人民共和国民政部第一批增补藏南地区公开使用地名中的一个。 该地位于中国与印度领土争议地区，实际位置位于印度阿鲁纳恰尔邦科拉达阿迪县境内。